# Groupe Rougier (bois)
Pour les articles homonymes, voir Rougier.
Le Groupe Rougier est une entreprise française spécialisée dans la commercialisation de bois et la production de panneaux à base de bois.

## Historique
La construction de la première usine a eu lieu en 1923 à Niort, elle était destinée à la fabrication d'emballage pour l'industrie laitière à partir du déroulage de peupliers. En 1930, la deuxième usine a marqué les premiers liens avec l'Afrique puisqu'elle était destinée à la production de contreplaqués à partir d'okoumé importé du Gabon. Cela déboucha au Gabon sur les premières exploitations forestières en 1952 et la production d'okoumé déroulé en 1966.
La première usine de panneaux de particules du groupe a été implantée à Niort en 1953, elle était destinée à consommer et à valoriser les déchets des autres usines.
Les années 1960 ont vu l'implantation du groupe dans les territoires d'outre-mer avec l'exploitation forestière et le déroulage en Guyane et l'exploitation forestière aux Nouvelles-Hébrides (désormais Vanuatu).
En 1969, le groupe prend le contrôle du producteur de panneaux et d'emballages Mussy S.A. (dont le nom vient de la commune de Mussy-sur-Seine). Ce dernier était aussi exploitant forestier et producteur au Cameroun et permet au groupe de s'implanter dans un nouveau pays africain.
Les années 1970 ont été marquées par l'avènement du groupe aux premiers rangs des producteurs européens de panneaux et par l'arrêt des exploitations en Guyane et aux Nouvelles-Hébrides. Il faut aussi ajouter les premières productions de contreplaqué au Cameroun en 1973.
En 1980, la création d'une société qui prendra le nom de CEPAM en 1989 marque un investissement dans la fabrication de produits profilés et enrobés. Elle entraine la construction d'une usine à Mauzé-sur-le-Mignon sur l'ancien site Mussy Emballages.
Les années 1980 commencent par le rapprochement de trois sociétés (Rougier, Bois Déroulé Océan et Landex) pour donner l'entreprise ROL (Rougier Ocean Landex). Le groupe apporte dans cette opération l'ensemble des activités "panneaux" françaises mais conserve en particulier ces activités africaines. Dans le cadre de la redistribution industrielle impulsée par le président François Mitterrand, le groupe nationalisé Saint-Gobain prend le contrôle de ce rapprochement.
En parallèle, le Groupe Rougier développe ses activités africaines en absorbant la filiale gabonaise de Bois Déroulé Océan et la création d'une filiale en République centrafricaine.
En France, le groupe a acquis en 1992 la société Marotte (située à Saint-Ouen) et cède en 1996 les activités "emballages" qui deviennent Pakers Mussy.
L'implantation en République du Congo a lieu en 2000.
Les années 2000 ont été suivies par les cessions des dernières activités industrielles françaises, tout d'abord CEPAM en 2002 puis Marotte en 2006. Le groupe est désormais un des premiers intervenants de la filière bois en Afrique.
Le patrimoine industriel laissé par le groupe autour de Niort est répertorié dans le patrimoine régional : Usine Rougier (quartier de Saint-Florent).
Le 6 mars 2018, est annoncé l'ouverture d'une procédure de sauvegarde, conséquence de difficultés rencontrées dans la sortie des produits par le port de Douala et le retard enregistré dans le remboursement de crédits de TVA de filiales africaines,. 

## Filiales
- Rougier Afrique International (France)
- Rougier Gabon (Gabon)
- Mokabi (Rougier Congo) (Congo)

### Articles de presse
- Boursier 08/03/2023
- Ouest-france 18/11/2022
- Ouest-france 30/09/2022
- Niort.maville.com 06/04/2009
- LaTribune.fr 22/04/2009